# Jaroslavas Citavičius
Jaroslavas Citavičius   (Txità, 22 de març de 1907 - Kaunas, 2 de març de 1972) fou un futbolista lituà de la dècada de 1930.
Fou 24 cops internacional amb la selecció lituana.
Pel que fa a clubs, defensà els colors de ŠŠ Kovas Kaunas.